# Manalalondo
Manalalondo est une commune urbaine malgache, située dans la partie centrale-sud de la région d'Itasy.